# Frank van Roessel
Frank van Roessel (Apeldoorn, 26 november 1980) is een Nederlandse kunstenaar, muzikant en auteur.

## Biografie
Frank van Roessel is geboren in Apeldoorn, maar verhuisde op zijn tiende naar Mijdrecht. Van Roessel begon in de punkscene als gitarist en speelde later in bands als Skip the Rush en HIT ME TV. In 2016 speelde hij mee op het album Oh Dark Hundred van Roald van Oosten. Sinds 2018 speelt hij gitaar bij Eckhardt and the House, het muzikale project van Rik Elstgeest. Hij heeft een eigen project genaamd "Anthem Club", waar hij samenwerkingen zoekt met verschillende vocalisten. In het theater deed hij in 2014 geluidscompositie bij de voorstelling Stroganoff van theatergroep De Warme Winkel. 
In 2017 schreef hij, samen met zijn vrouw Mara van Vlijmen, het boek Toevalsdieren, dat werd uitgebracht door Uitgeverij de Harmonie. Het boek werd gepresenteerd in De Kleine Komedie in Amsterdam. Toevalsdieren verschenen regelmatig op de achterkant van de Volkskrant. 
Van Roessel debuteert in 2020 als schilder. Zijn werk is grafisch, absurdistisch en kleurrijk. Hij plaatst alledaagse voorwerpen als parasols, vuilnisbakken en paaltjes pontificaal in platte Nederlandse polderlandschappen.